# Renacimiento francés

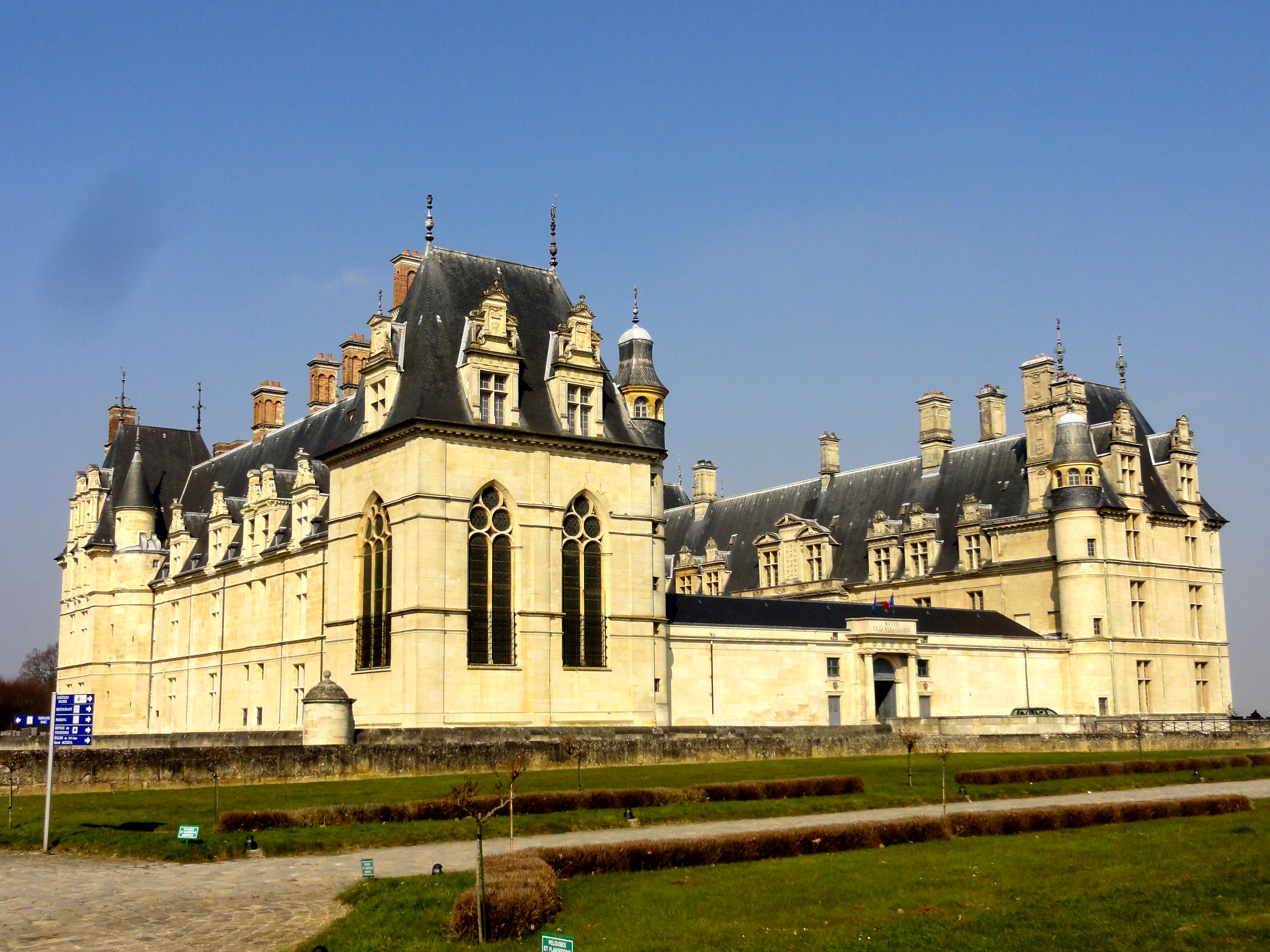
El Château d'Écouen (1532-1567), uno de los châteaux renacentistas franceses en el valle del Oise, diseñado por el arquitecto Jean Bullant para Anne de Montmorency (1492-1567) a su regreso de las guerras de Italia. Hoy en día alberga el Musée national de la Renaissance.

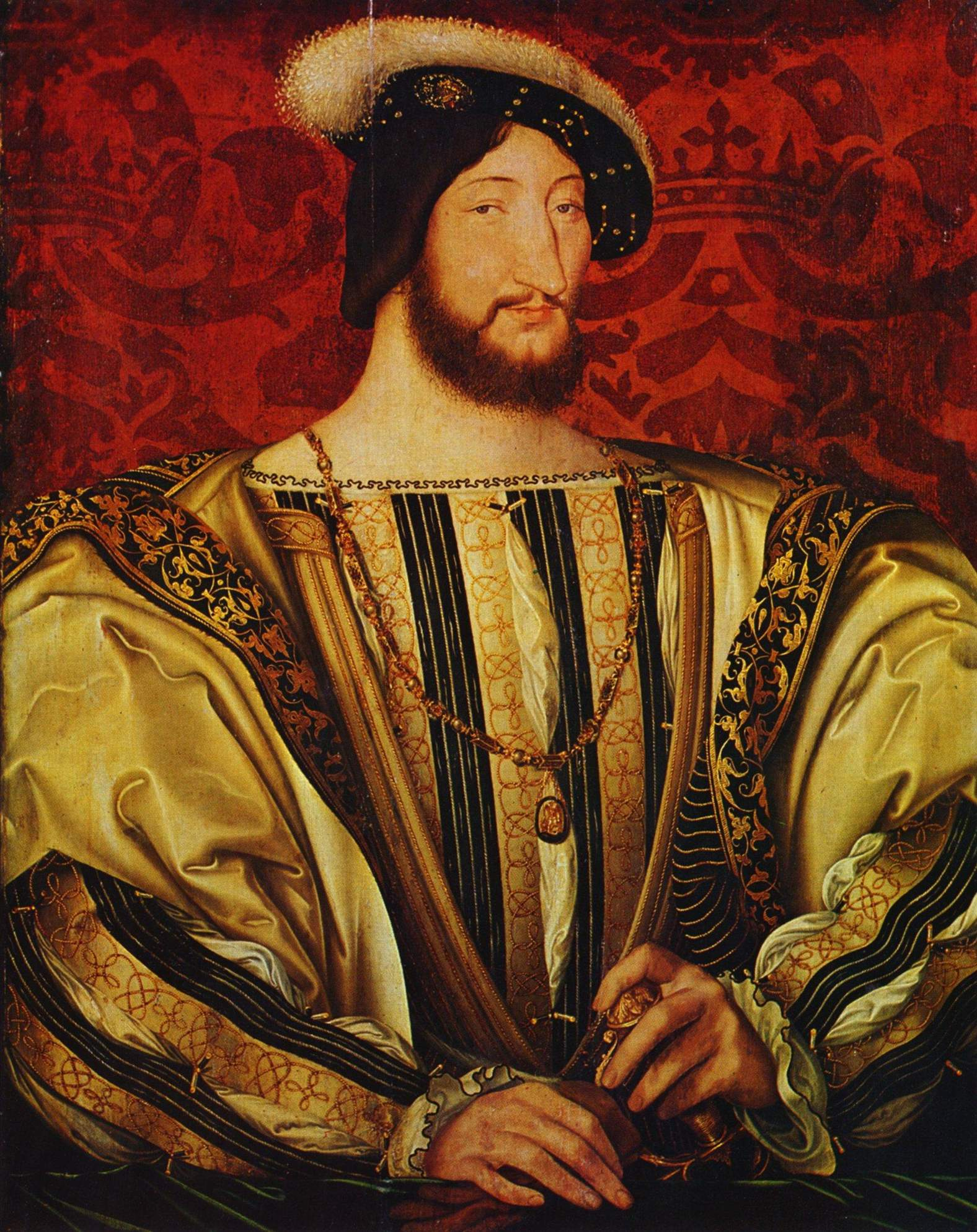
Retrato de Francisco I, de Jean Clouet, ca. 1527-1530.

El Renacimiento francés (en francés: Renaissance française) es la denominación historiográfica que describe el movimiento artístico y cultural acaecido en Francia entre finales del siglo XV y principios del siglo XVII (a veces acotado entre el comienzo de las guerras de Italia (1494) y el edicto de Nantes (1598)). Etapa de los tiempos modernos, el Renacimiento aparece en Francia después del inicio del movimiento en Italia y de su propagación a otros países europeos y por eso se considera parte del denominado Renacimiento nórdico, como extensión al norte de los Alpes del Renacimiento italiano, que en la primera mitad del siglo XV no tuvo mucha proyección en Francia, por entonces inmersa en la guerra de los Cien Años.
Como en Italia, sus rasgos característicos fueron la alegría de la vida, la confianza en el Hombre, el apetito por el saber, el espíritu de libre examen. Este movimiento se opuso a las mentalidades de la Edad Media y buscó nuevas formas de vida y de civilización. De hecho, las posibilidades nacidas de la difusión de la información gracias a la imprenta, y el descubrimiento del Nuevo Mundo más allá del Atlántico, cambiaron profundamente la visión del mundo de los hombres de esa época.
El renacimiento francés es el tiempo de los pintores, de los escultores que fueron empleados por los reyes,  en especial  François I y Enrique II. Es la época de Leonardo da Vinci, que acabó su vida en Clos Lucé, pero también de la creación de la Escuela de Fontainebleau y de la llegada de los Médici a París en el siglo XVI.
El Renacimiento en Francia se considera habitualmente dividido en cuatro partes. El primer acto es el estilo Luis XII (1495-1530 aproximadamente) que forma la transición entre el gótico y el Renacimiento. Este primer estilo todavía se aprecia en 1515, sobre todo en el valle del Loira, donde la aceptación plena del renacimiento italiano se sintió con mayor rapidez. Al igual que en Italia, tres fases siguen después hasta el comienzo del siglo XVII, un Primer y un Segundo renacimiento franceses que terminan en el Manierismo.

## Orígenes y especificidades del Renacimiento francés

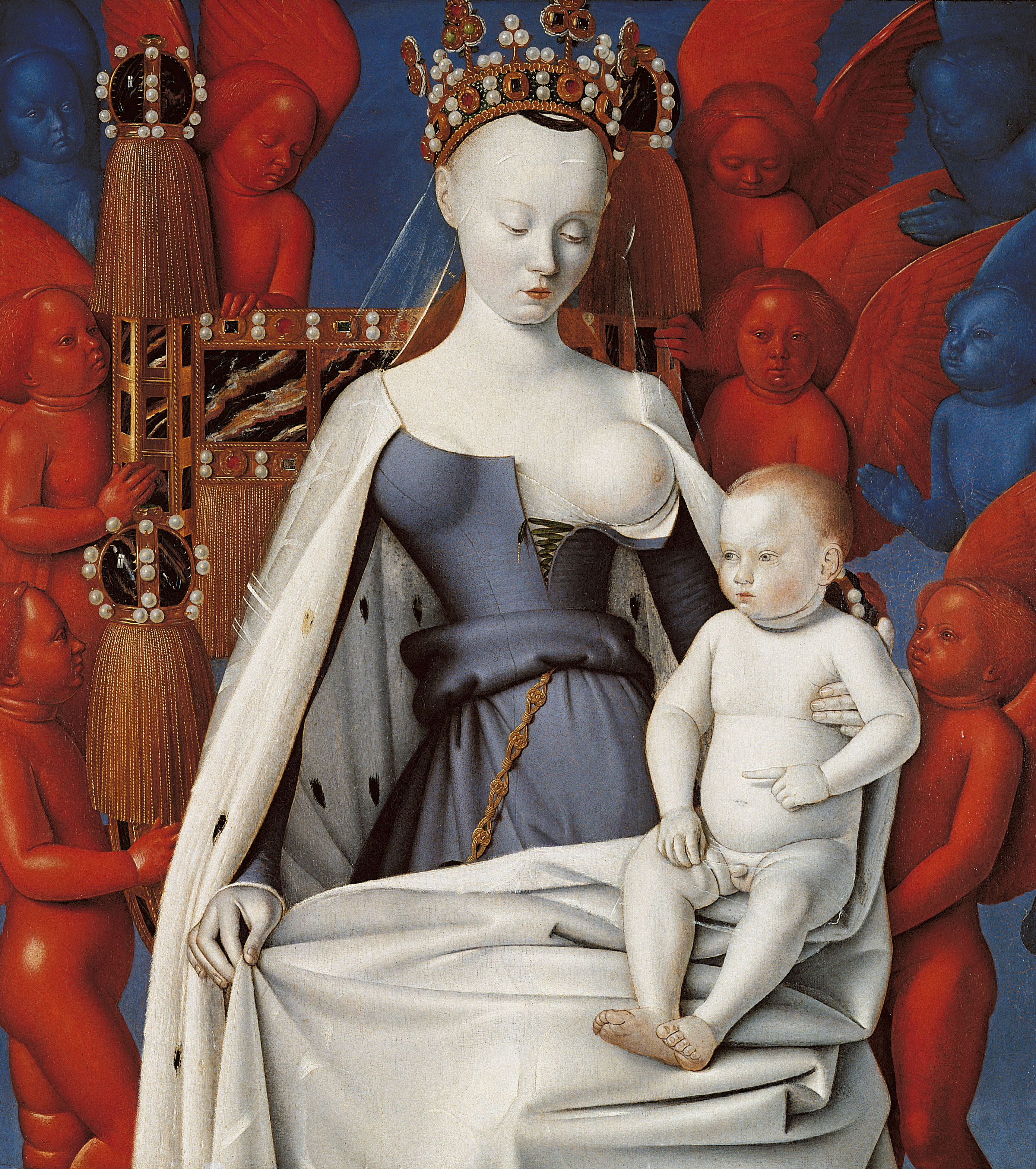
Tabla izquierda del Díptico de Melun, de Jean Fouquet, 1450.

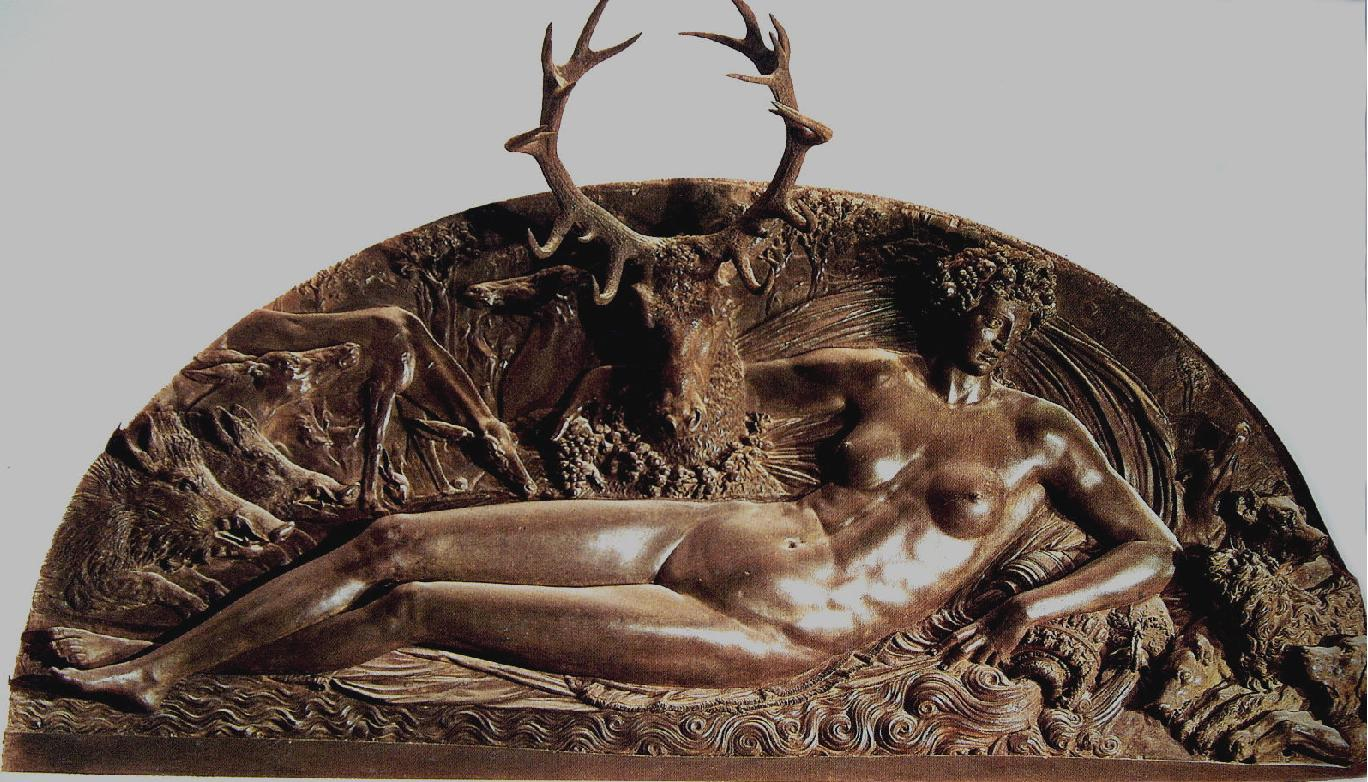
La llamada "ninfa de Fontainebleau", de Benvenuto Cellini, 1542.

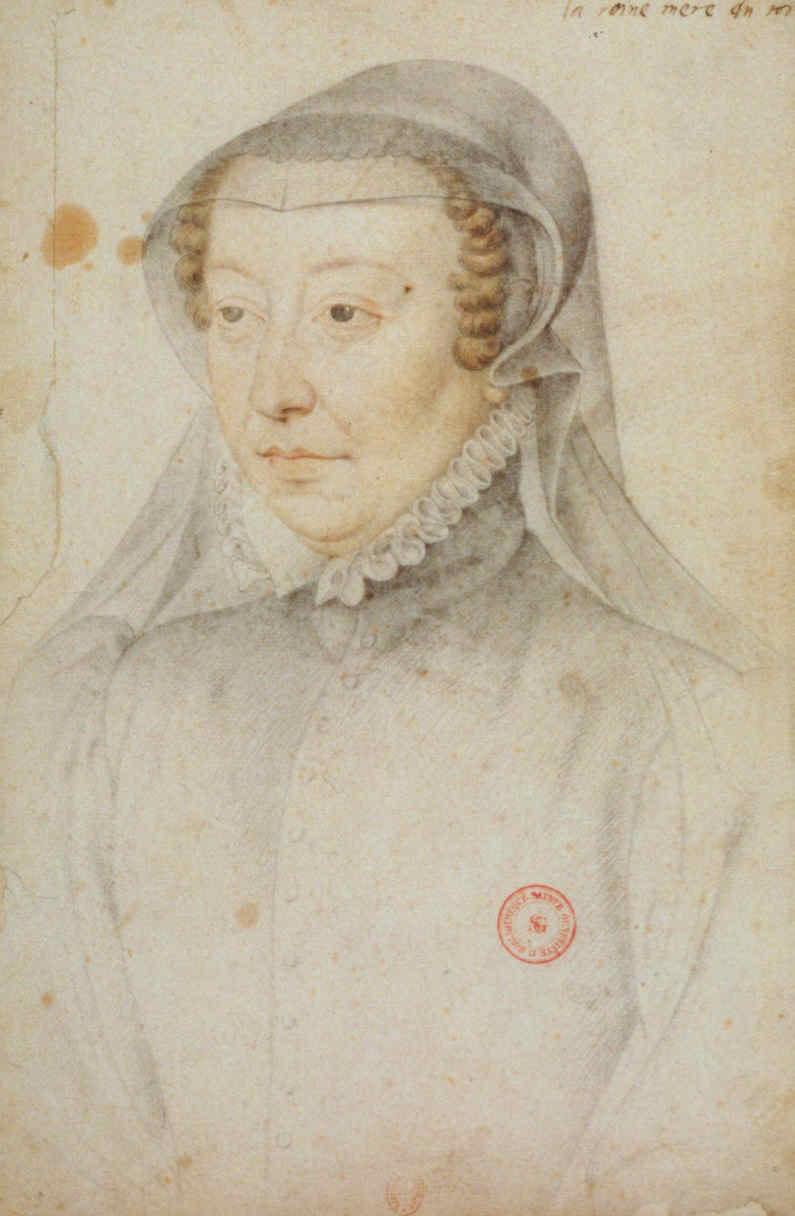
Retrato de Catalina de Médici, dibujo de François Clouet, ca. 1560.

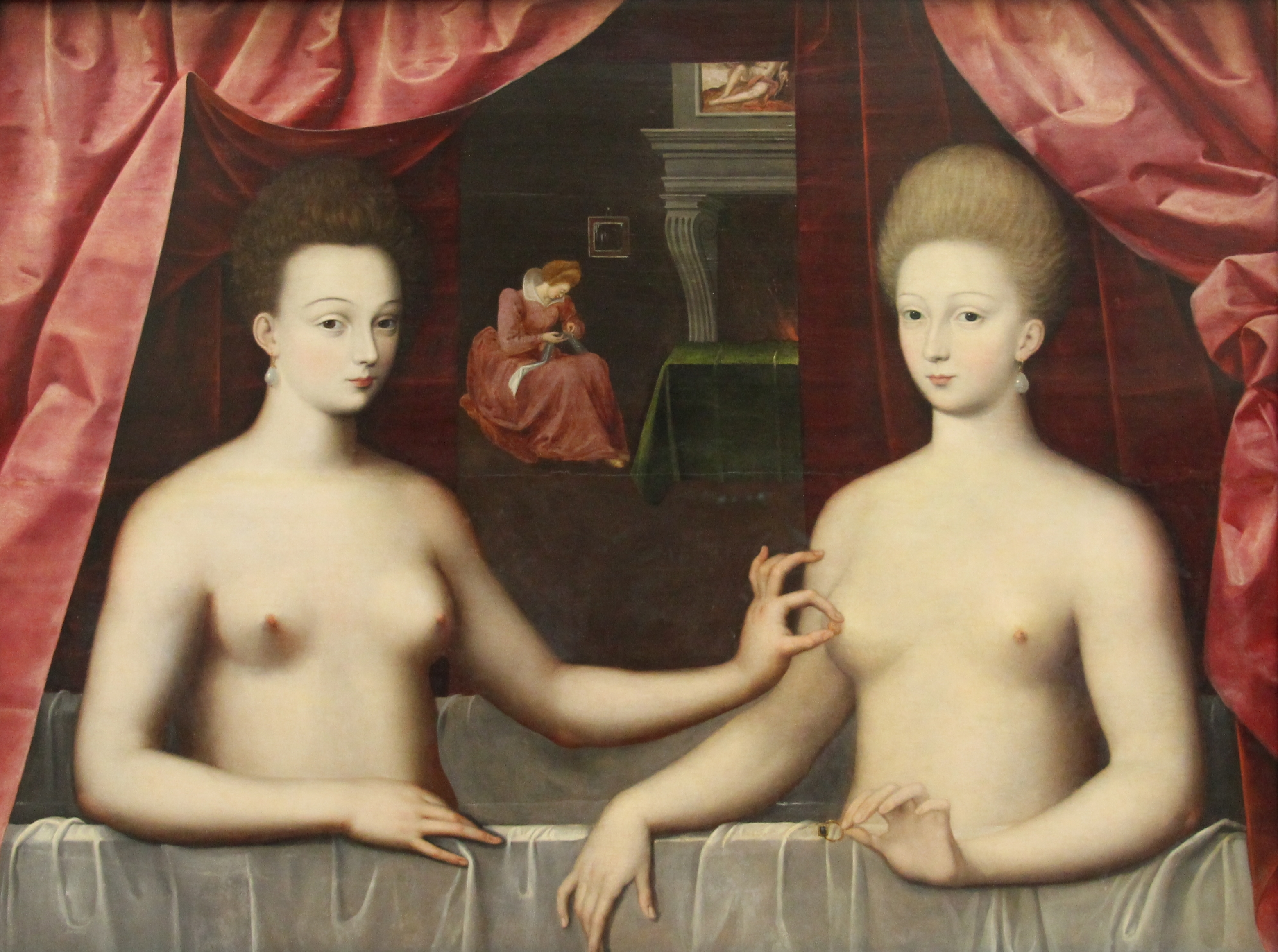
Retrato de Gabrielle d'Estrées y su hermana la duquesa de Villars, anónimo de la escuela de Fontainebleau, ca. 1594.

Al igual que en Italia, el Renacimiento en Francia se caracterizó por el triunfo del humanismo (alegría de vivir, confianza en el ser humano —optimismo antropológico—, inquietud y gusto por el saber con un espíritu de libre pensamiento). Su antropocentrismo cuestionó el teocentrismo medieval y busca nuevas formas de vida y civilización, utilizando las posibilidades del desarrollo económico, social y tecnológico de la Era de los Descubrimientos, y en especial por la difusión de la imprenta. La participación francesa en la navegación transatlántica fue menor y más tardía que la portuguesa o española (expediciones de Giovanni da Verrazzano, 1524 y Jacques Cartier, 1534). Las concepciones de los intelectuales y artistas franceses, incluyendo las formas de vida y pensamiento, se modifican a través del contacto directo con los italianos en el transcurso de las guerras de Italia. Fruto de un entusiasmo sin precedentes por la renovación en todos los ámbitos, en la creencia de estar en una nueva "Edad de Oro", se emprendió una verdadera "guerra contra la ignorancia" que cuestionaba la mayor parte de los aspectos de la cultura medieval. No obstante, la producción intelectual del siglo XVI puede considerarse la continuidad de los procesos de los siglos precdentes, en particular el resultado de la experiencia acumulada en numerosos ámbitos del conocimiento (botánica, cartografía, etc.) por todo tipo de personajes (navegantes, comerciantes, militares, misioneros, exploradores). Todo lo "nuevo" pretendía encontrar su fundamento en lo "antiguo", en la antigüedad clásica grecorromana que se quería hacer "renacer" de su olvido medieval, cuando en realidad dependía de lo que la propia cultura medieval había preservado desde su "oscuro" inicio o de lo que se venía recuperando desde la revolución del siglo XII. 
En una visión muy fijada en el papel de la demanda artística de la corte real francesa, se ha considerado que el motor del Renacimiento artístico en Francia fue la elección de artistas italianos por Francisco I para trabajar en sus residencias regias, aún con una visible influencia gótica: los châteaux de la zona del Loira (los mal llamados "castillos del Loira" -un château no es un "castillo" o una fortaleza medieval, sino una residencia palaciega en un entorno rural, mientras que para denominar una residencia palaciega en un entorno urbano se usa la palabra palais-).
Tras el reinado centralizador de Luis XI (1461-1483), el poder del rey sobre sus súbditos es el del soberano de una verdadera monarquía autoritaria, que ha superado las limitaciones de la monarquía feudal, aunque no llega a los extremos que alcanzará en el siglo XVII la monarquía absoluta. El reinado de su biznieto Francisco I (1515-1547) se caracterizó por el intento de discutir la hegemonía europea a Carlos V (en buena parte sobre tierras italianas); mientras que la segunda mitad del siglo XVI significó la sangrienta división del reino en las guerras de religión (1562-1598), superada con la conversión al catolicismo del pretendiente protestante Enrique IV (Enrique de Navarra o de Borbón, al que se atribuye la frase "París bien vale una misa", 25 de julio de 1593). Y ya para el 26 de julio de 1596 se inició todo

## Periodización: fases del Renacimiento francés
El Renacimiento en Francia se considera habitualmente dividido en cuatro partes. El primer acto es el estilo Luis XII (1495-1530 aproximadamente) que forma la transición entre el gótico y el Renacimiento. Este primer estilo todavía se aprecia en 1515, sobre todo en el valle del Loira, donde la aceptación plena del renacimiento italiano se sintió con mayor rapidez. Al igual que en Italia, tres fases siguen después hasta el comienzo del siglo XVII, un Primer y un Segundo renacimiento franceses que terminan en el Manierismo.
En cada etapa de su desarrollo, el arte del Renacimiento francés permaneció como un arte original, nacido del encuentro entre modelos italianos, artistas flamencos y peculiaridades francesas. Los modelos sin embargo cambiaron mucho entre 1495 y 1610 ya que los franceses admiraron sucesivamente el arte de finales del Quattrocento, el del Alto Renacimiento y después el manierismo. De estos encuentros
sucesivos se originó una producción artística abundante, desordenada, y a veces difícil de comprender. Cuando se hace el balance, dos hechos básicos emergen: el arte francés "moderno" ha tomado forma a través de las grandes obras de mediados del siglo XVI mientras que alrededor del palacio real de Fontainebleau, "verdadera nueva Roma", nació bajo la voluntad del rey François  I un importante centro artístico, que fue el único en Europa capaz de competir con los grandes centros de Italia y que será llamado escuela de Fontainebleau.
La situación nueva así creada controlará el futuro: anuncia la afirmación de un estilo "nacional" ya a mitad del siglo XVII y el futuro papel jugado por Versalles.

### Renacimiento inicial
En la última parte del siglo XV realizaron su obra artistas franceses de gran talento, como Jean Fouquet, con retratos sorprendentemente realistas y notables manuscritos iluminados. Estilísticamente se enlaza la tradición centroeuropea del gótico internacional (hermanos Limbourg, el corcel dorado) con dos fuertes influencias de gran vitalidad cultural: la de la corte de Borgoña con sus conexiones flamencas (lo que Huizinga denominó el "otoño de la Edad Media"), y la de las ciudades italianas del Quattrocento.

### Alto Renacimiento

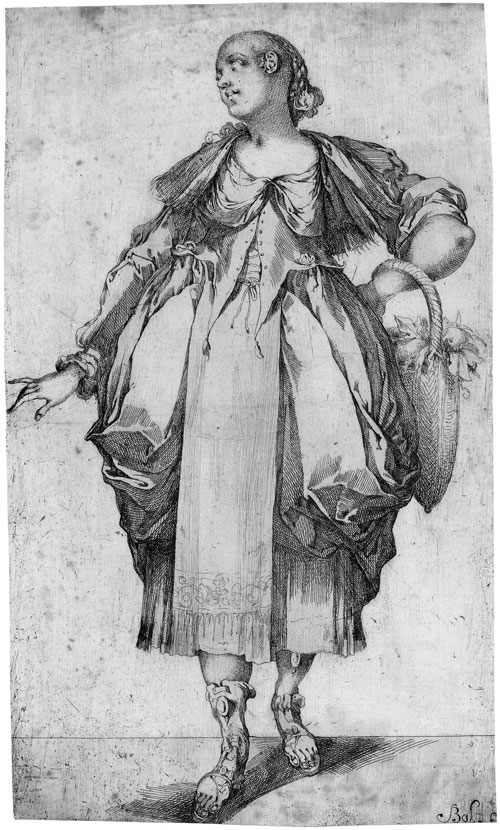
Jardinera con cesta, grabado de Jacques Bellange, 1612.

El arte del periodo comprendido entre el reinado de Francisco I y el de Enrique IV estuvo fuertemente influenciado por el Cinquecento italiano, ya en su fase manierista, asociado a pintores como Miguel Ángel o Parmigianino. El Manierismo despliega una retórica visual caracterizada por figuras alargadas y elegantes, siendo la pintura de historia considerado el género más importante (jerarquía de géneros). Destacan los pintores Jean Clouet y su hijo François Clouet y los italianos Rosso Fiorentino, Francesco Primaticcio y Niccolò dell'Abbate (la denominada Escuela de Fontainebleau de 1531). Leonardo da Vinci vivió en Francia sus últimos años (1516-1519) bajo el patrocinio de Francisco I, pero salvo las obras que trajo consigo, no realizó ningún encargo para el monarca. En arquitectura fue destaca la presencia (entre 1496-1508) de Giovanni Giocondo quien, reclamado por Carlos VIII, acondicionó y rehabilitó diferentes construcciones (Pont Notre-Dame); así como la de Sebastiano Serlio, tanto por sus construcciones como por su tratado Los siete libros de la arquitectura (1537-1551), que condicionará a los arquitectos franceses de mayor importancia, como Philibert de l'Orme y Pierre Lescot.
En escultura, Benvenuto Cellini (Salero de Francisco I de Francia, 1539-1543) dejará una influencia clasicista que se mantuvo hasta el siglo XVII. Entre los escultores locales destacaron Jean Goujon y Germain Pilon.
Al tiempo que se trabajaba en los chateâux del Loira, en París la antigua fortaleza del Louvre se reconstruyó como un palacio urbano bajo la dirección de Pierre Lescot. Al oeste del Louvre, Catalina de Médici se hizo construir el Palais des Tulleries con extensos jardines y una gruta.
Las guerras de religión eclipsaron la producción artística, pero fomentaron la reflexión intelectual y la propaganda religiosa y política.

### Bajo Renacimiento
La ascensión al trono de Enrique IV trajo un periodo de intenso desarrollo urbano en París, que incluyó la construcción del Pont Neuf, la Place Dauphine el Palais des Vosges o Palais Royal y partes del Palais du Louvre. El mismo rey reunió a los artistas de la denominada Segunda Escuela de Fontainebleau: Toussaint Dubreuil, Martin Fréminet y Ambroise Dubois. María de Médici, su segunda esposa y regente de Francia a su muerte, llamó a Rubens, que pintó obras de gran formato para el Palais du Luxembourg. Otro pintor flamenco que trabajó para su corte fue Frans Pourbus el Viejo.
En la corte de los duques de Lorena (por entonces fuera del reino de Francia) se desarrolló un Manierismo tardío muy diferenciado: artistas como Jacques Bellange, Claude Deruet y Jacques Callot, excelentes grabadores, con un ligero contacto con los artistas franceses del periodo, se caracterizaron por un estilo intenso y extremo, a menudo erótico, incluyendo escenas nocturnas e imágenes de pesadillas.

## Arquitectura
La arquitectura renacentista francesa es la denominación historiográfica con la que se designa la producción arquitectónica de principios de la Edad Moderna en lo que hoy es Francia (entonces principalmente el reino de Francia, aunque también partes de Flandes, Lorena, Alsacia, Franco Condado, Saboya, Cerdaña, Bretaña y Provenza).
Corresponde a la arquitectura francesa en la época del Renacimiento —que sustituyó progresivamente a la arquitectura gótica, que había nacido en el país en el siglo XII— a partir de la importación y adaptación de los modelos del Renacimiento italiano. Apareció a comienzos del siglo XVI, más de medio siglo más tarde que en Italia, en diferentes regiones francesas, en especial en el valle del Loira y en la Isla de Francia. Continuó hasta principios del XVII, cuando fue sucedida por la arquitectura barroca o clasicismo francés.
Los principales protagonistas fueron los reyes Carlos VIII (r. 1483-1498), Luis XII (r. 1498-1515) y especialmente Francisco I (r. 1515-1547), que hizo llamar a numerosos artistas italianos y bajo cuyo reinado el estilo renacentista se convirtió en el estilo dominante en la corte francesa. Los monarcas franceses trabajaron en el embellecimiento de sus propias residencias reales de campo —en los castillos de Montsoreau (1453-1461), Langeais (1465-1469),  Amboise (1495-1498), Blois (1499-1502), Chambord (desde 1519) o Fontainebleau (desde 1532)— y en la capital, París, en la reforma de la fortaleza del Louvre (desde 1527) y en la construcción de otros nuevos palacios, como el castillo de Madrid (1528-1540) o el palacio de las Tullerias (a partir de 1564). 
Francisco I se casó con Claude de France en la capilla del Château de Saint-Germain-en-Laye en mayo de 1514, y tuvo ese edificio como residencia favorita: en 1539 encargó a Pierre Chambiges reconstruirlo, obra que se ha considerado como la primera de estilo renacentista en Francia.  La arquitectura continuó prosperando en los reinados de Enrique II (r. 1547-1559) y Enrique III (r. 1574-1589), siendo destacable el papel jugado por Catalina de Médici (1519-1589), primero reina consorte de Enrique II (1547 a 1559), luego regente (1560 a 1563) hasta la mayoría de edad de su hijo Carlos IX (r. 1560-1574) y finalmente reina madre de Enrique III hasta su muerte en 1584, aún con poderosa influencia política y artística. Será una etapa marcada por las guerras de religión (1562-1598) que eclipsaron la producción artística en el país, pero fomentaron la reflexión intelectual y la propaganda religiosa y política.
Durante los primeros años del siglo XVI el reino de Francia había participado en varias guerras en el norte de Italia, llevando de vuelta a Francia no solo tesoros artísticos del Renacimiento, como botín o adquiridos, sino también nuevas ideas estilísticas. La manifestación más evidente de esas nuevas ideas fue la reforma o nueva edificación de los châteaux (castillos) residenciales en el valle del Loira y en la Île-de-France. El ejemplo renacentista más antiguo es el castillo de Montsoreau (c.1461), seguido por los castillos de Amboise (c. 1495) —«el primer palacio italianizante de Francia» en el que Leonardo da Vinci pasó sus últimos años como invitado del rey—, Gaillon (1502-1509), Chenonceau (1513-1521), Azay-le-Rideau (1518-1523), Villandry (1532-1536), Ancy (1544-1550), Écouen (1538-1555) y Anet (1547-1555). El valle del Loira todavía conserva una densidad excepcional de castillos y casas señoriales que datan del Renacimiento o que fueron modificados de manera significativa en ese momento cuando la corte real se alojaba allí con regularidad. Conocidos como los castillos del Loira, algunos de ellos se encuentran entre los edificios más notables y famosos del Renacimiento francés y justificaron que la Unesco declarara en 2000 Patrimonio de la Humanidad al «Valle del Loira entre Sully-sur-Loire y Chalonnes-sur-Loire». 
Destacados arquitectos italianos estuvieron al frente de importantes proyectos en el país —Giovanni Giocondo (1496-1508), Domenico da Cortona (c. 1495-1549), Francesco Primaticcio (1532-1570), Giacomo Vignola (1541-1543) o Sebastiano Serlio (1541-1554)—, pero poco a poco los arquitectos franceses, inspirándose en las ideas nuevas, comenzaron a hacer suyo el nuevo estilo renacentista: fueron  los más famosos del siglo XVI Philibert Delorme (1510-1570), Jacques Androuet du Cerceau (1510-1584) (conocido por sus notables grabados de edificios), Pierre Lescot (1515-1578) (que construyó la fachada interior suroeste de la Cour Carrée del Louvre parisino) y Jean Bullant (1515-1578).
El Renacimiento francés, en arquitectura, se considera habitualmente dividido en cuatro etapas: estilo Luis XII (ca. 1495-1530, de transición entre el gótico y el Renacimiento), Primer Renacimiento (1515 a 1530/1540), Segundo Renacimiento o Renacimiento clásico (1540 a 1559/1564) y manierismo (1559/1564-principios del siglo XVII). Además de las dificultades que entraña toda periodización, hay dos cuestiones adicionales que pueden inducir a confusión: primera, estos periodos en Francia, que tienen más o menos correlato en Italia y en otros países europeos, son más tardíos y en general no suelen corresponder en todas las regiones con los mismos periodos temporales; y segunda, su uso se complica al utilizarse con generalidad otras denominaciones estilísticas usadas tanto en las artes decorativas y en el mobiliario —que corresponden a los distintos reinados: estilo Luis XII, estilo Francisco I, estilo Enrique II, estilo Enrique IV— como en la pintura y escultura —Alto Renacimiento y Bajo Renacimiento— y que a veces se usan por extensión en arquitectura.
- Fachadas interiores renacentistas
- Arcadas del lado del patio del château de La Rochefoucauld (a partir de 1519)
- Ala Sur del château d'Écouen (1532-1567) con las copias de los Esclavos de Miguel Ángel (originales en el Louvre)
- Ala Lescot del Palais du Louvre (1546-1556)
- Ala de la Belle cheminée del château de Fontainebleau (1565-1570)

### Jardines renacentistas
Los jardines del Renacimiento francés son un tipo de jardín que apareció en Francia durante el Renacimiento inspirados originalmente por los jardines del Renacimiento italiano, y que evolucionaron más tarde para dar lugar, desde la mitad del siglo XVII, al nacimiento del estilo más grandioso y más formal del jardín a la francesa en el reinado de Luis XIV.: 12 
En 1495 el rey Carlos VIII y sus nobles llevaron el Renacimiento en Francia como resultado de su campaña militar en Italia.: 12  Los primeros jardines renacentistas fueron ensayados por el jardinero italiano Pacello da Mercogliano en el Dominio real de Château-Gaillard y en Blois (1498) y alcanzaron su apogeo en los jardines de Chenonceau (1515-1589) y del château real de Fontainebleau (1528-1547). Los jardines del château de Saint-Germain-en-Laye, trazados en 1595 por el jardinero real Claude Mollet para el rey Enrique IV,: 14  marcaron el comienzo de la transición a un nuevo estilo, que más tarde se llamará «jardin à la française». 
Los jardines renacentistas franceses se caracterizan por los macizos de flores, los parterre simétricos y geométricos y las plantas en macetas, por los caminos de arena y grava, las terrazas, escaleras y rampas, por el agua corriendo en forma de canales, cascadas y fuentes monumentales, y por el uso amplio de cuevas artificiales, laberintos y estatuas de figuras mitológicas.: 13  Se convirtieron en una extensión de los castillos que rodeaban, y fueron diseñados para ilustrar los ideales de medida y proporción del Renacimiento y para recordar las virtudes de la Roma antigua.: 13 

## Pintura y escultura

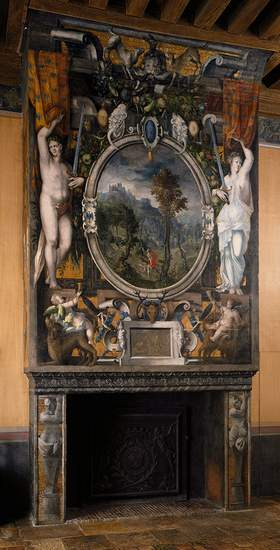
Una de las chimeneas pintadas del Château d'Écouen.

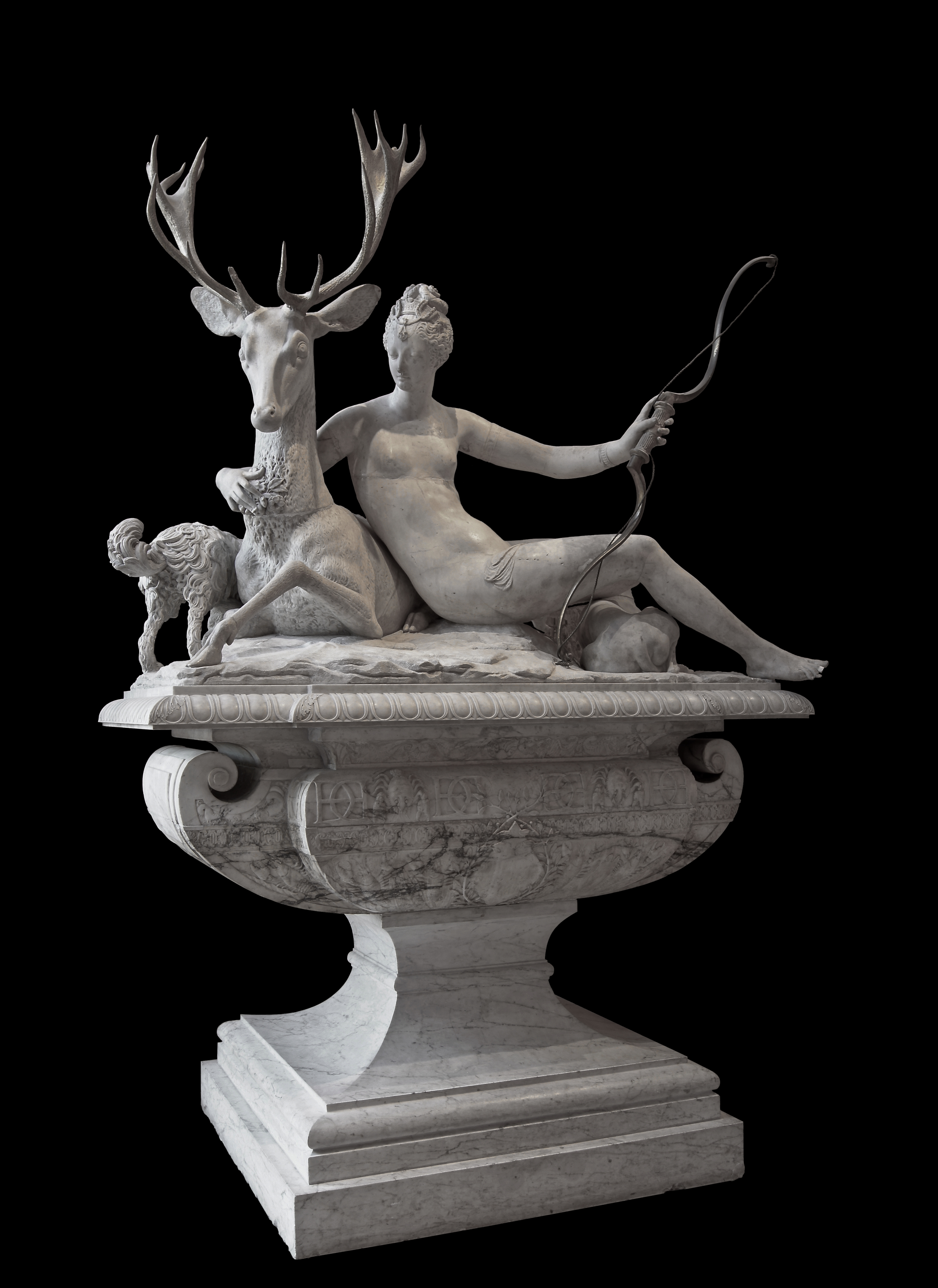
Fuente de Diana, procedente de la cour del Château d'Anet, propiedad de Diane de Poitiers, amante del rey Enrique II. La obra ha sido atribuida a distintos escultores, como Germain Pilon, Jean Goujon o incluso a Benvenuto Cellini.

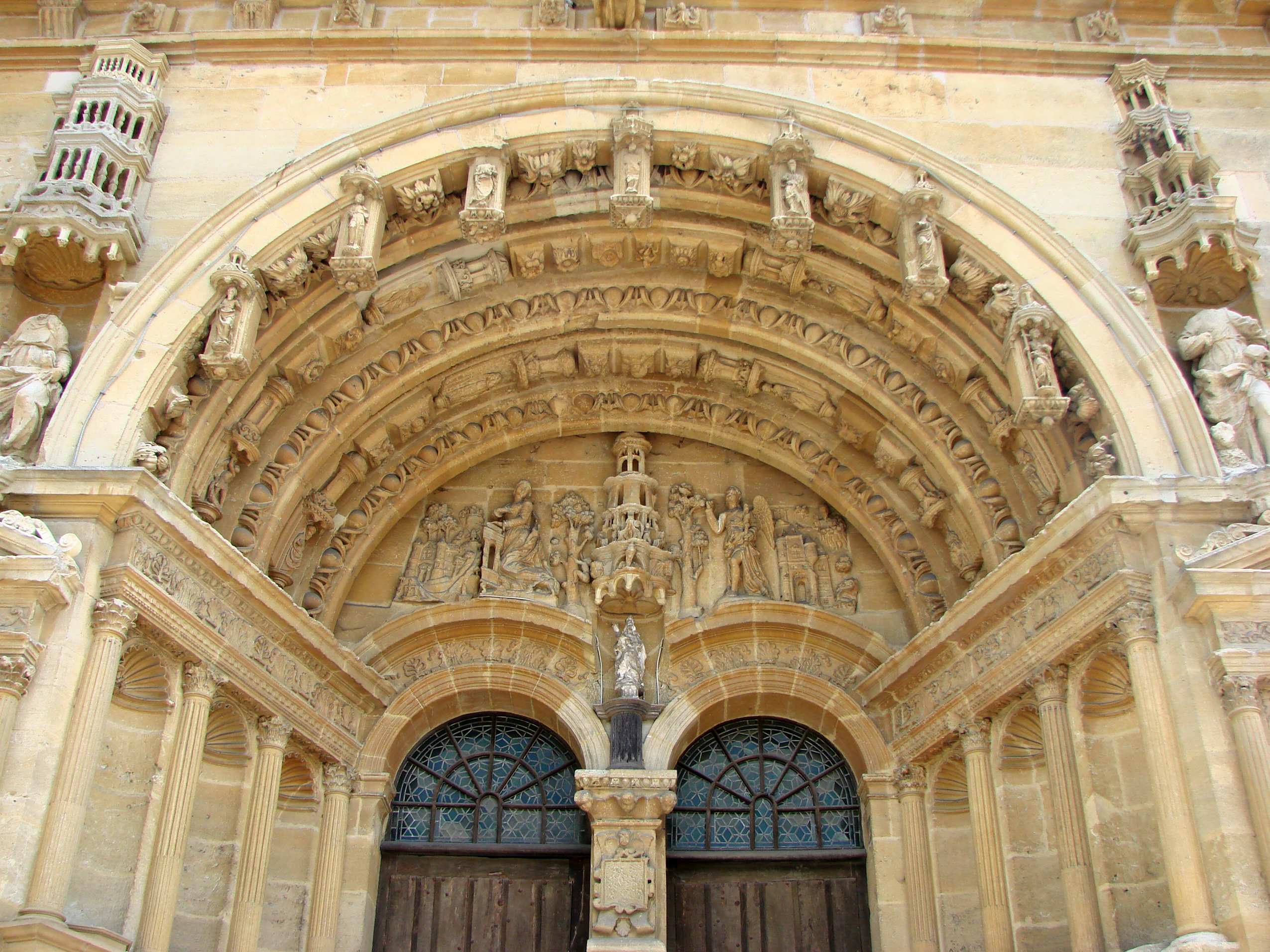
Pórtico de la iglesia de Saint-Maurille de Vouziers

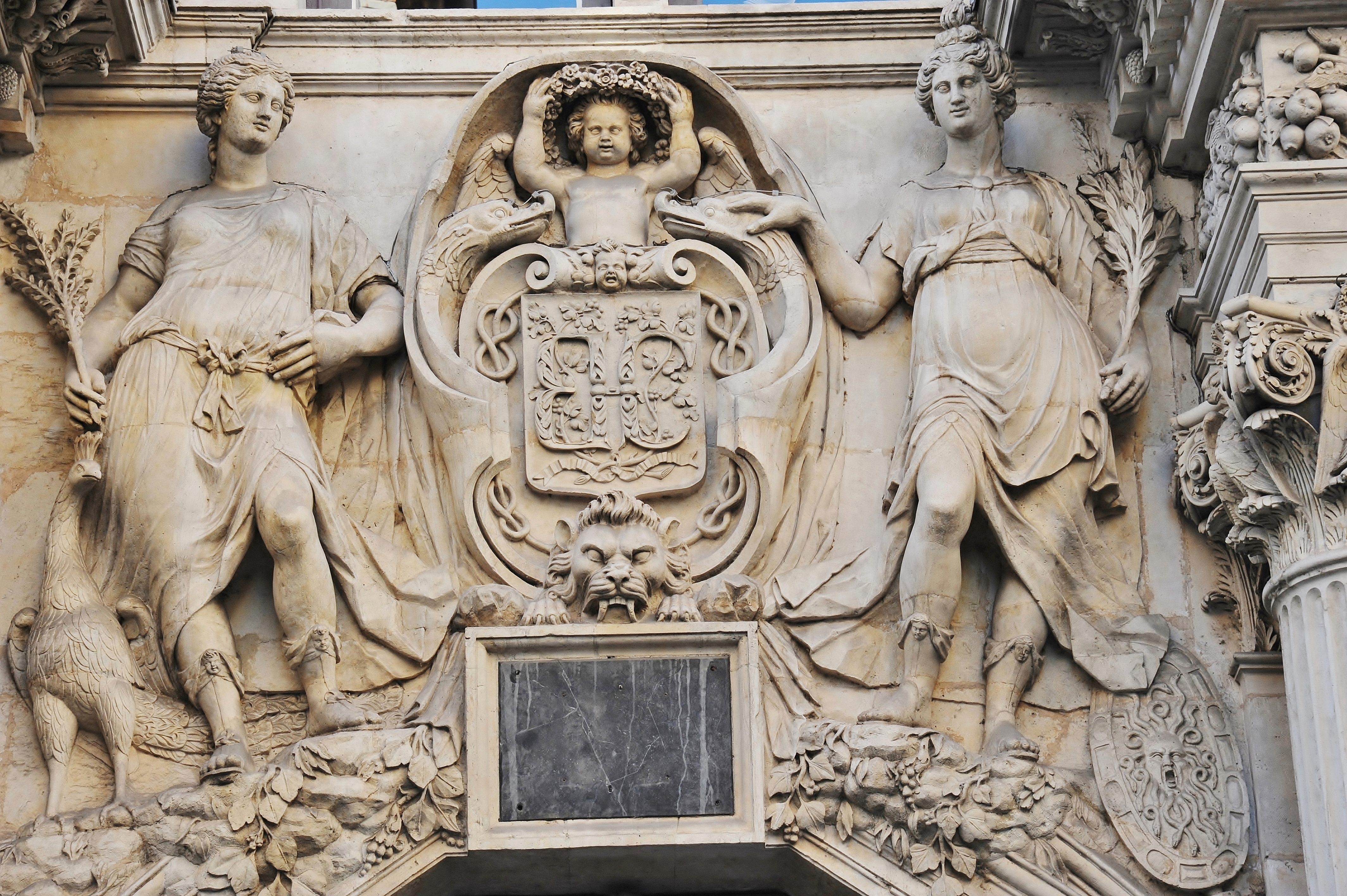
Fachada del Hôtel de Bagis en Toulouse (1610).

La pintura, antes en Francia que en Italia, se benefició de la demanda principesca de decoración de los châteaux. Así el condestable Anne de Montmorency hizo decorar su mayor posesión, el Château d'Écouen, por un gran número de artistas, unos célebres y otros desconocidos (el escultor y arquitecto Jean Goujon, el ceramista Masseot Abaquesne, etc.) Algunos de entre ellos procedían de Italia y se hicieron famosos por su trabajo en Écouen. Todas las chimeneas del château fueron pintadas en un estilo italianizante, los muros decorados con grandes frisos y los suelos decodados con fayenza de colores.
Numerosos pintores italianos y flamencos fueron contratados por la corte de Francisco I y sus sucesores Enrique II y Enrique IV, decorando las residencias reales y los châteaux de la nobleza. Crearon una escuela de pintura inspirada en el Manierismo italiano que recibe el nombre de Escuela de Fontainebleau. Sus representantes más célebres son Rosso Fiorentino, Le Primatice y Nicolò dell'Abbate bajo Francisco I; más adelante, con Enrique IV, Ambroise Dubois, Martin Fréminet y Toussaint Dubreuil.
En Francia, el arte del retrato cortesano ya se había establecido a mediados del siglo XV, principalmente con Jean Fouquet y Jean Perréal; tomando un nuevo impulso en el XVI con retratistas reales como Jean Clouet y su hijo François Clouet, de cuyo estilo, de gran precisión y finura, dan testimonio los numerosos dibujos preparatorios realizados antes de la ejecución de los retratos definitivos. Influenciaron a retratistas posteriores, como Corneille de Lyon y François Quesnel.
Los frescos de grutescos de las bóvedas de la catedral de Albi son uno de los mayores y más antiguos conjuntos de pintura italianizante del Renacimiento francés

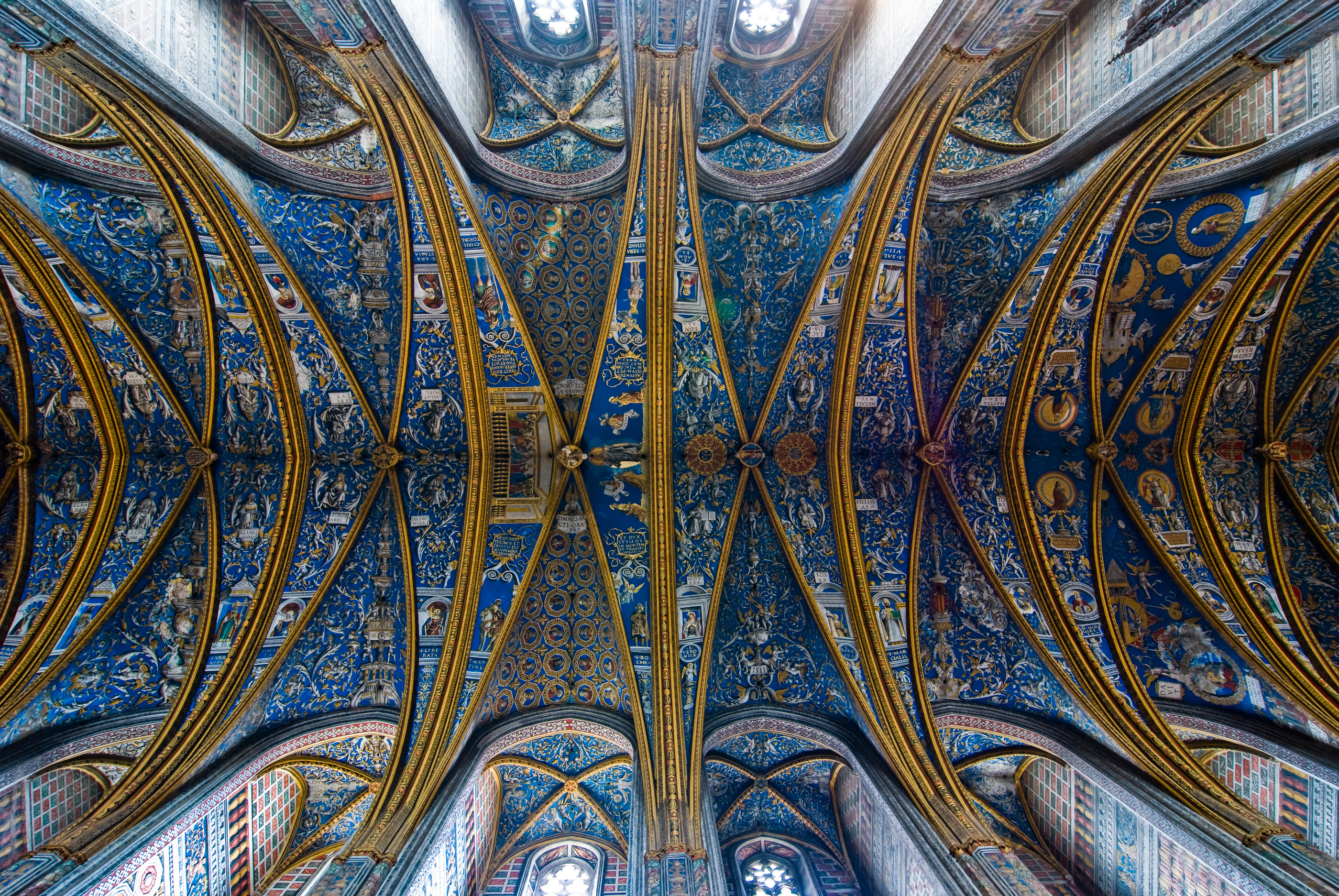
Bóvedas de Albi.

Para la escultura, Francisco I se procuró los servicios de Benvenuto Cellini; y entre los escultores locales, Jean Goujon y Germain Pilon. 

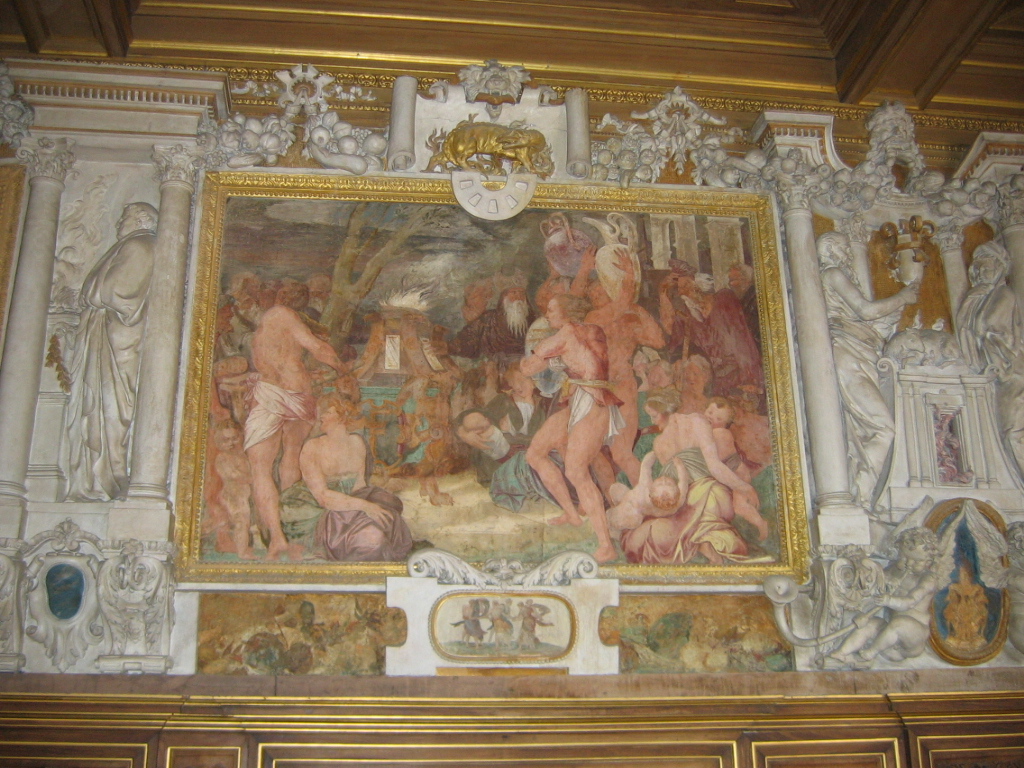
Fresco de la "Galería Francisco I" del Chateâu de Fontainebleau.
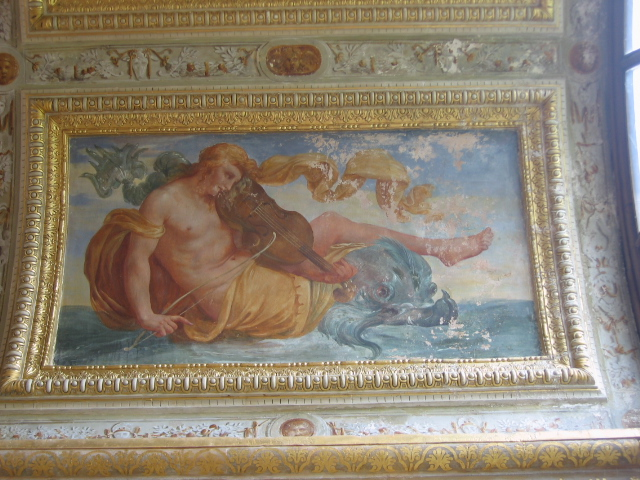
Fresco de la sala de baile o "Galería Enrique II" del Chateâu de Fontainebleau.
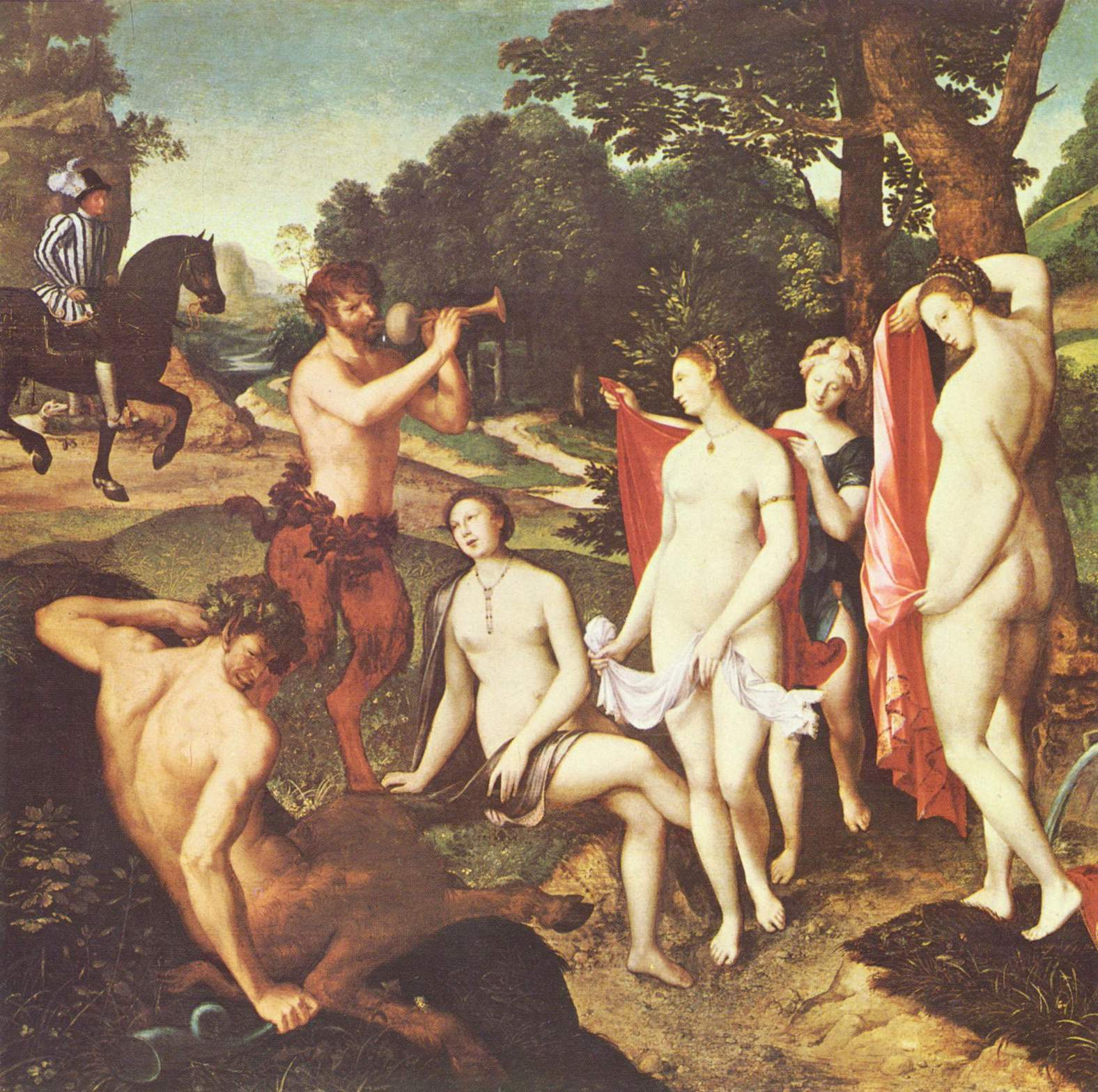
El baño de Diana, de François Clouet.
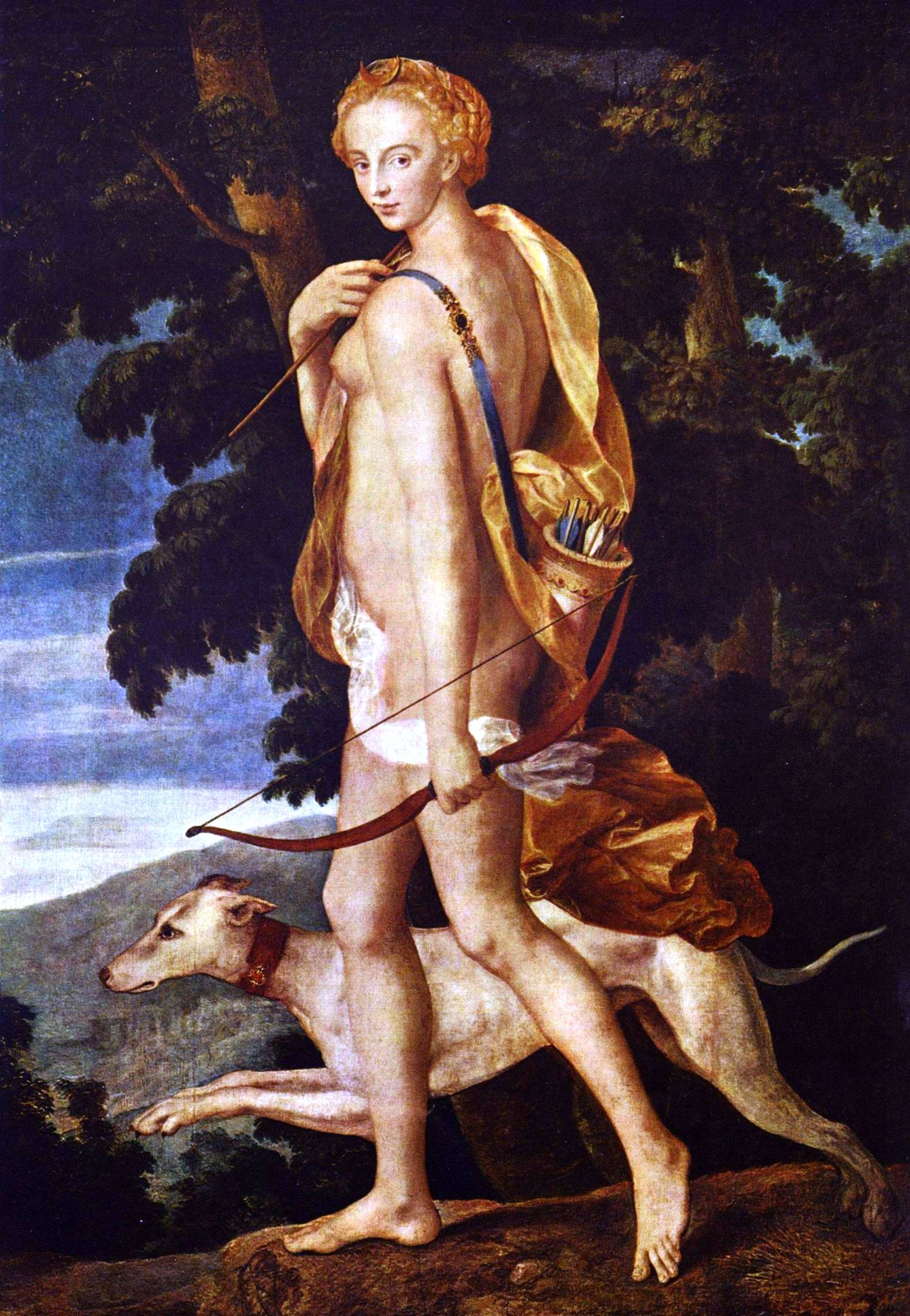
Diana cazadora, anónimo de la Escuela de Fontainebleau.
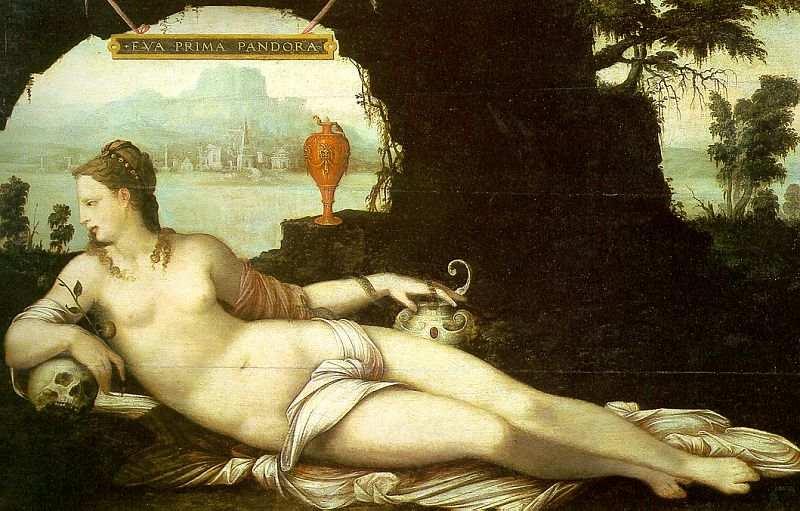
Eva Prima Pandora, de Jean Cousin el Viejo.
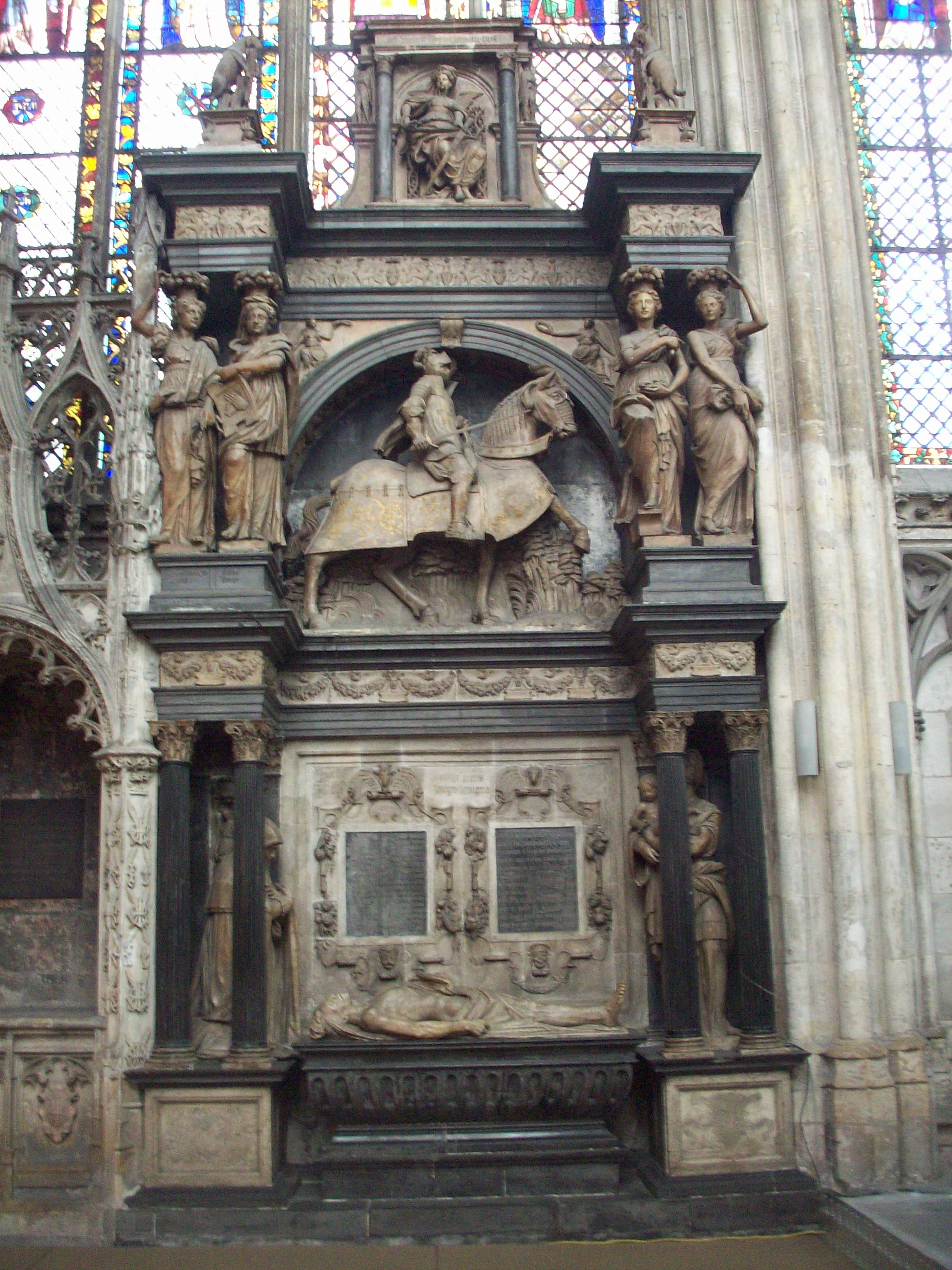
Sepulcro de Louis de Brézé, de Jean Goujon.
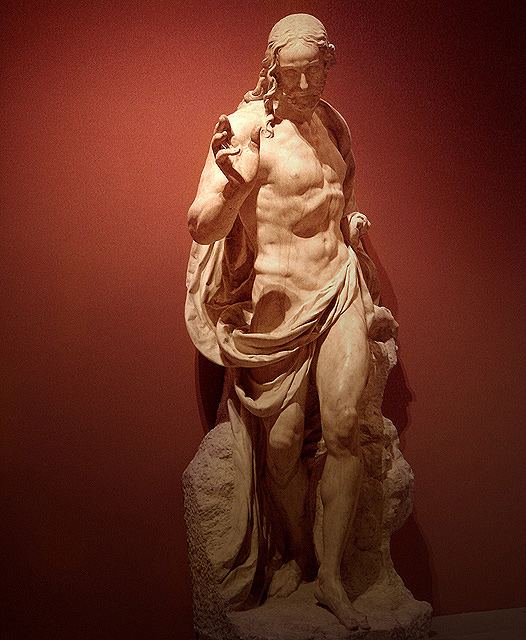
Jesucristo, de Germain Pilon.
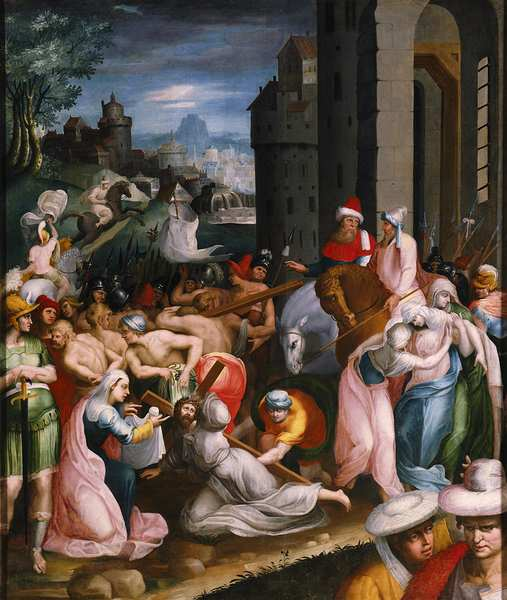
Subida al calvario de Toussaint Dubreuil.
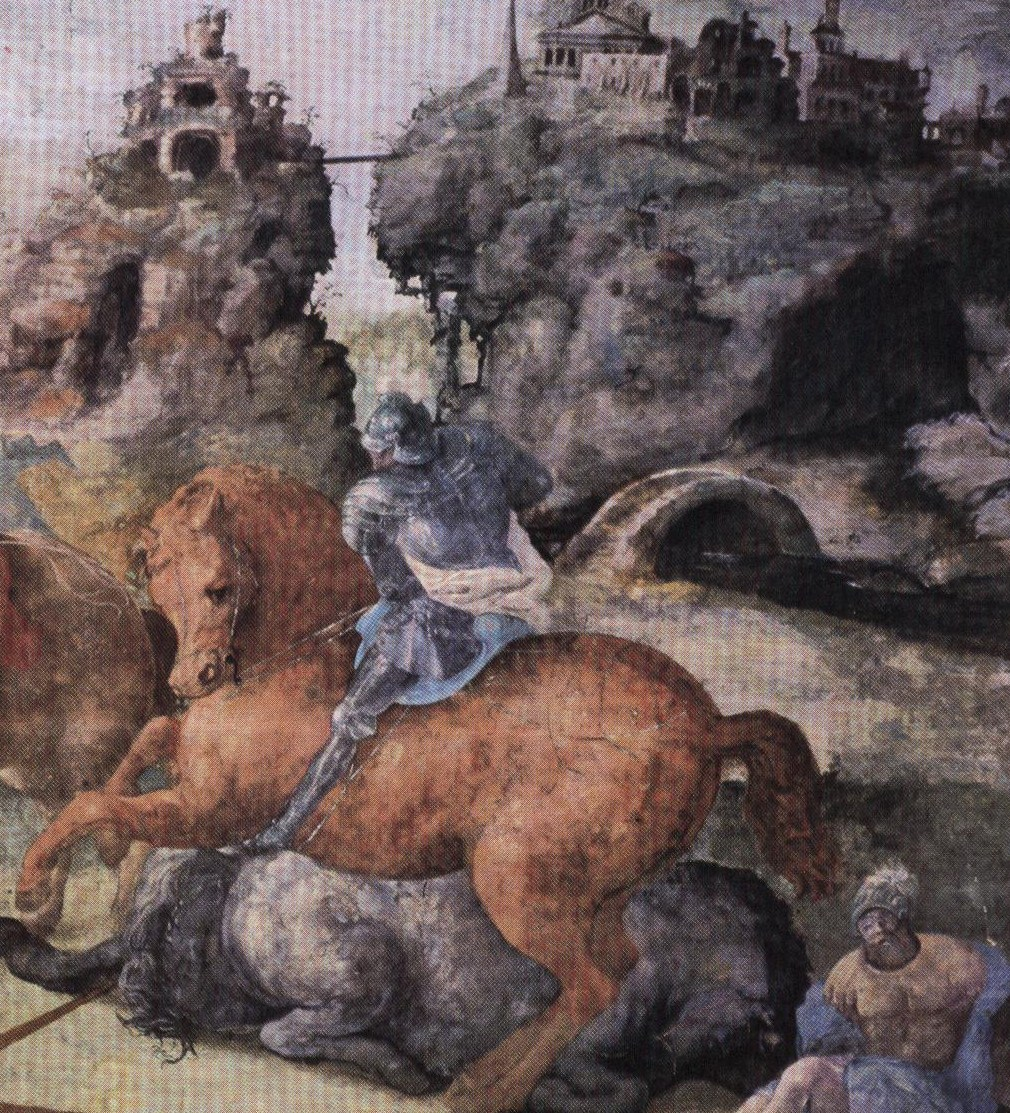
Muerte de Héctor, fresco de Noël Jallier[24] en el Château d'Oiron.
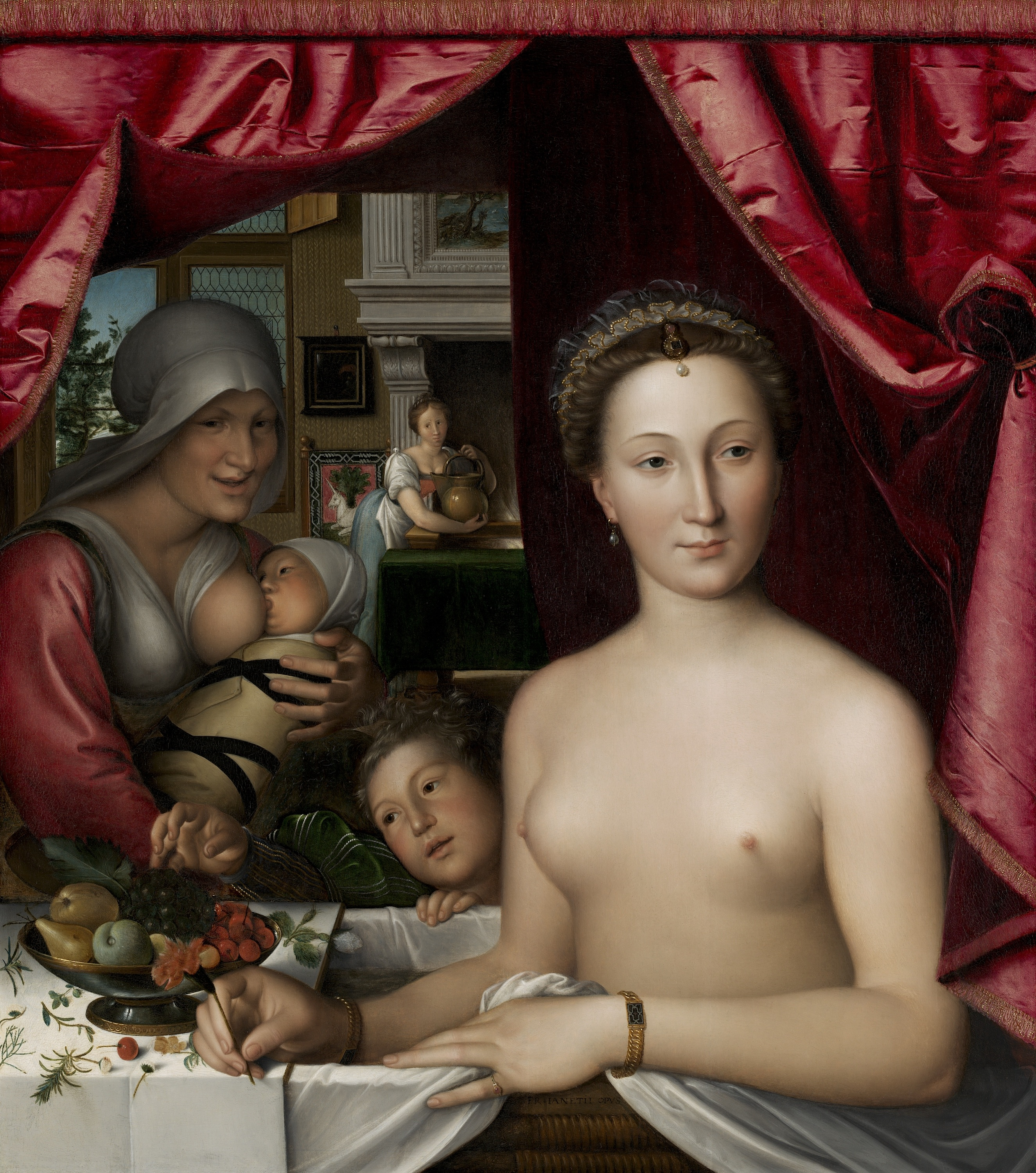
Dama en su baño, de François Clouet, 1570.

## Artes suntuarias o decorativas

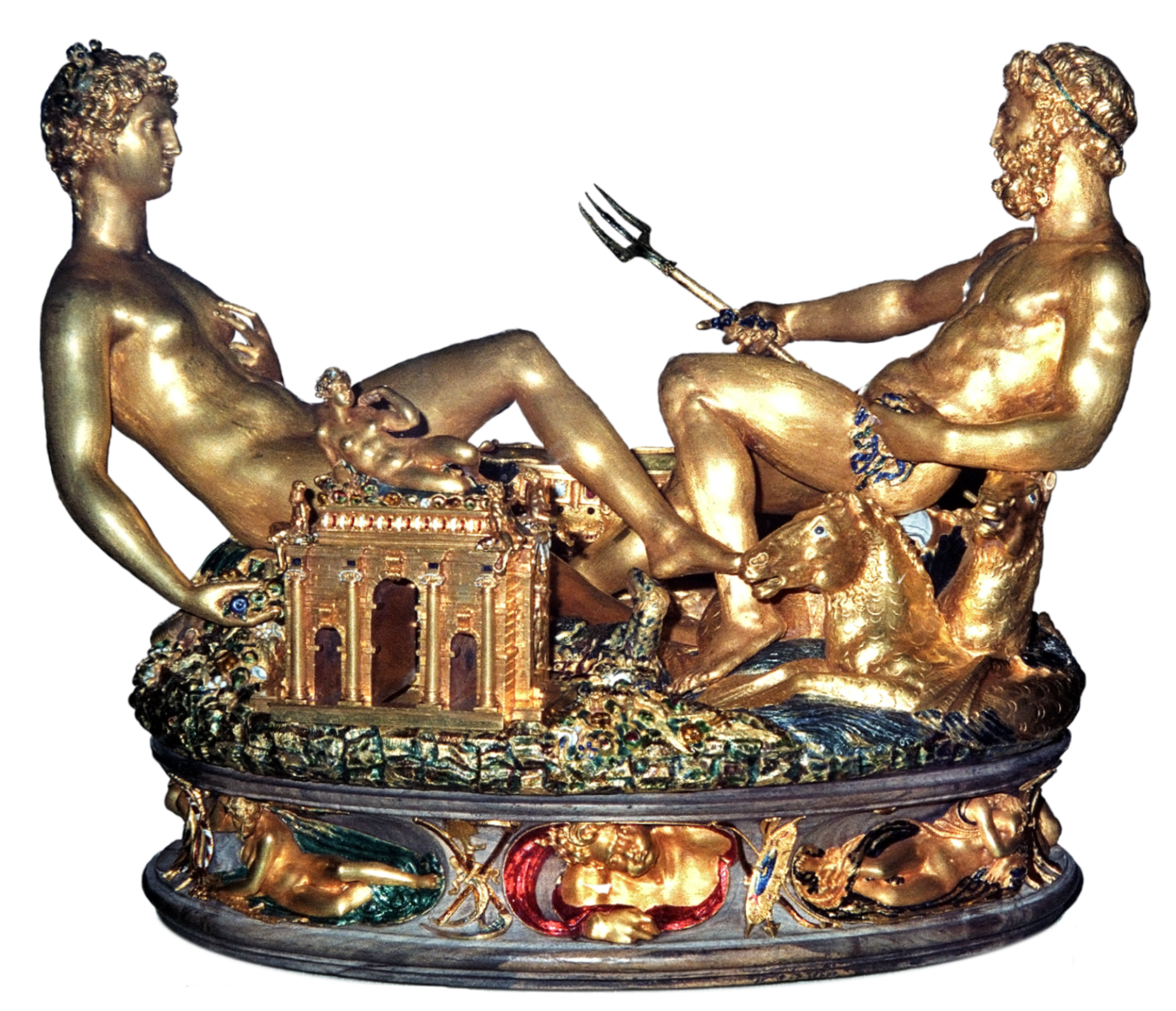
Salero de Francisco I de Francia, Benvenuto Cellini, 1539-1543.

## Filosofía, religión, ciencias sociales y naturales

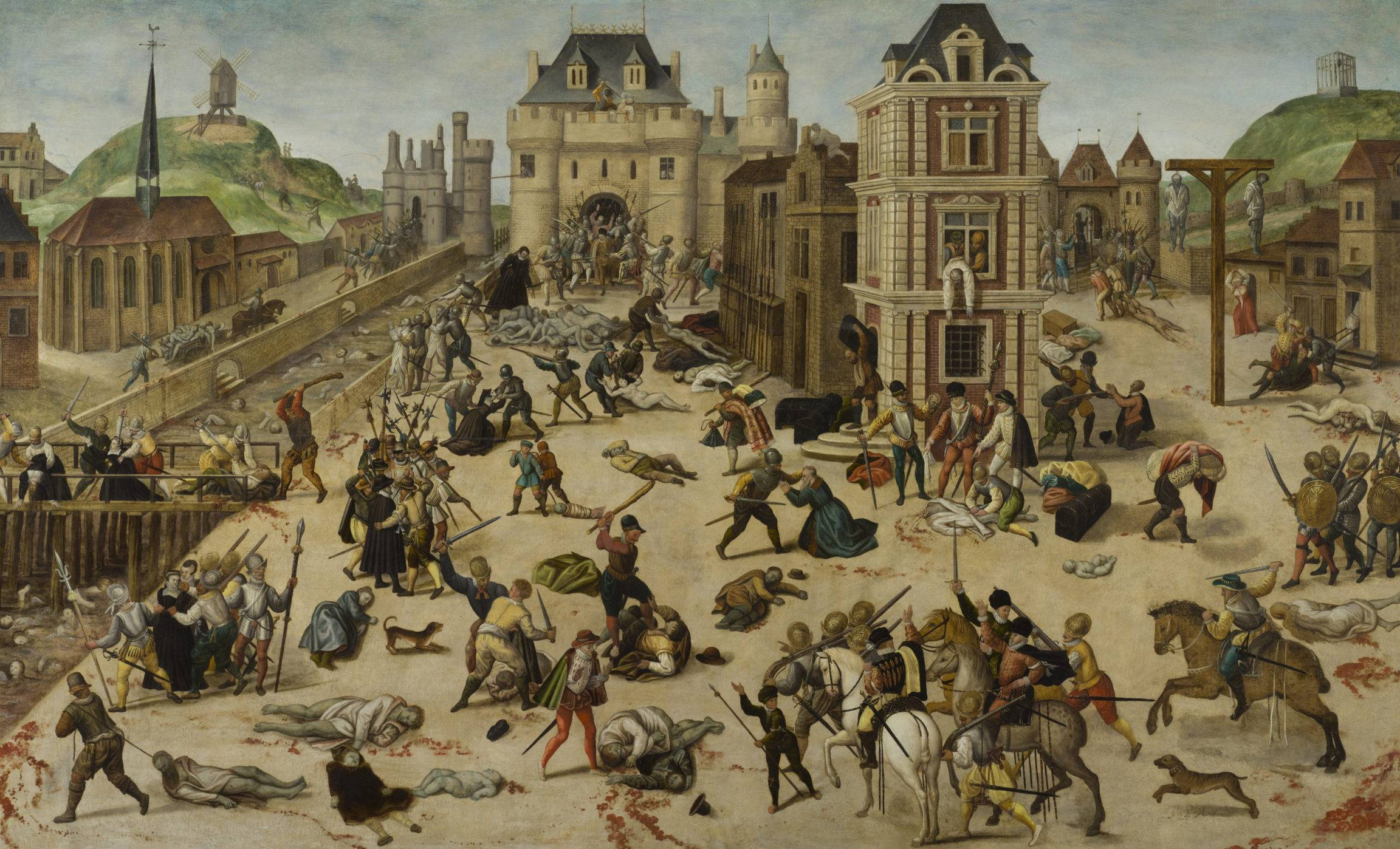
La matanza de San Bartolomé, de François Dubois.

## Literatura
(literatura francesa, literatura del Renacimiento)
siglo XV (François Villon, Philippe de Commines)

## Música
Música del Renacimiento francés (música de Francia, música del Renacimiento).
Anexo:Compositores del Renacimiento de Francia

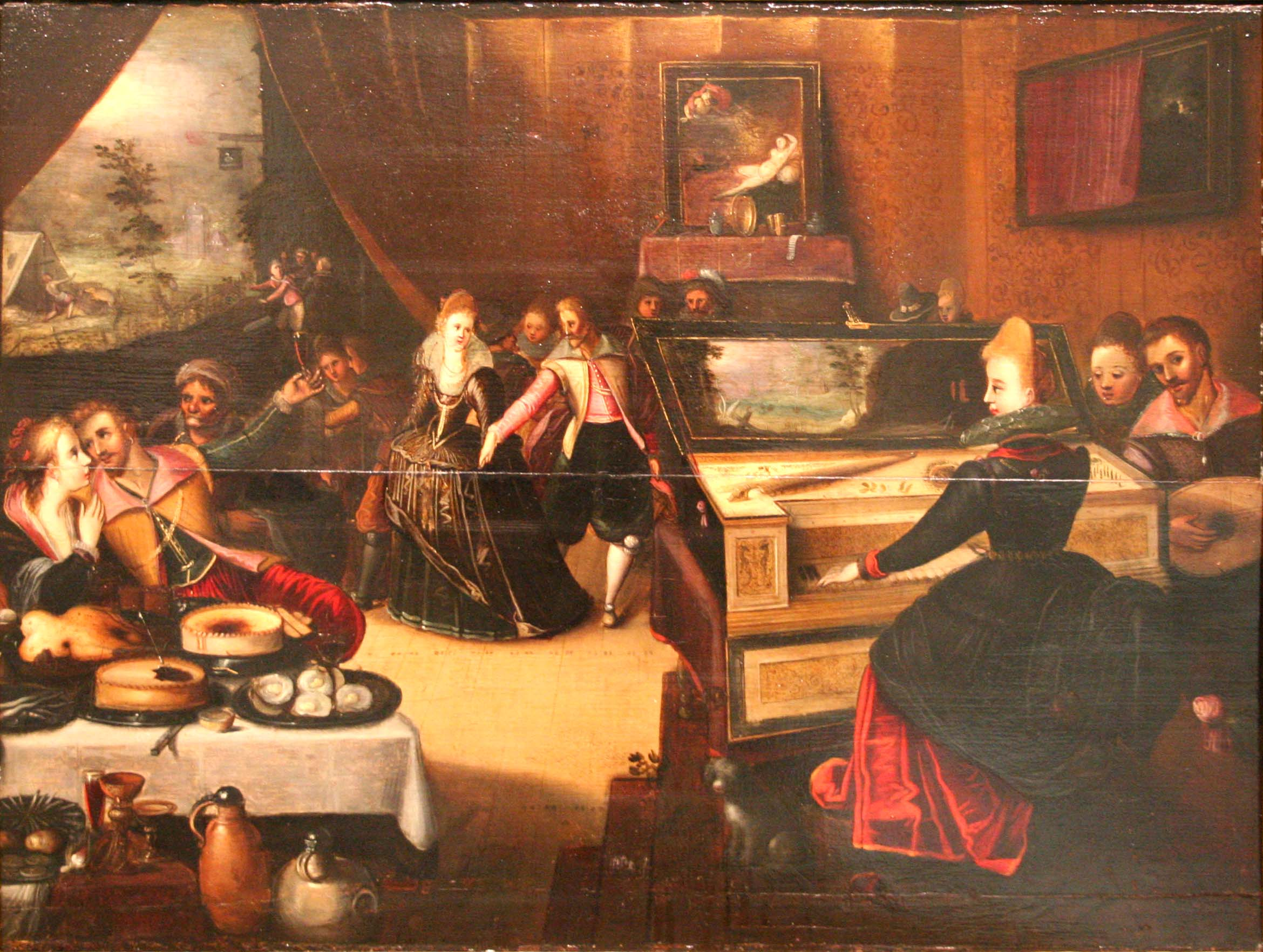
Escena de interior, de Frans Pourbus el Viejo.